# Mauritia (snäckor)
Mauritia är ett släkte av snäckor tillhörande familjen porslinssnäckor.
Följande snäckor ingår i Mauritia:
- Mauritia arabica (Linnaeus, 1758)
- Mauritia depressa (Gray, 1824)[1]
- Mauritia eglantina (Duclos, 1833)
- Mauritia grayana
- Mauritia histrio (Gmel.)
- Mauritia maculifera Schilder, 1932
- Mauritia mauritiana (Linnaeus, 1758)
- Mauritia scurra (Gmel, 1791)